# یواس‌اس موریس (دی‌دی-۴۱۷)
یواس‌اس موریس (دی‌دی-۴۱۷) (به انگلیسی: USS Morris (DD-417)) یک کشتی بود که طول آن 348&nbsp;ft, 3¼&nbsp;in, (106.15&nbsp;m) بود. این کشتی در سال ۱۹۳۹ ساخته شد.